# Eremodromus zimini
Eremodromus zimini là một loài ruồi trong họ Asilidae. Eremodromus zimini được Lehr miêu tả năm 1979. Loài này phân bố ở vùng Cổ Bắc giới.